# George Wood Wingate
Pour les articles homonymes, voir Wingate.
George Wood Wingate (1er juillet 1840 - 22 mars 1928) était un avocat américain et un organisateur de la pratique du fusil. Pendant la guerre de Sécession, il sert dans un régiment new-yorkais, puis supervise la construction de voies ferrées surélevées à Brooklyn. En 1867, Wingate rédige des règles pour la pratique systématique du tir au fusil par la compagnie A du 22e régiment de la Garde nationale de New York, dont il est alors capitaine. La publication de ces règles (les premières du genre à être formulées aux États-Unis) conduit à l'organisation (en 1871) de la National Rifle Association of America, dont il est le premier secrétaire et plus tard le président de 1886 à 1900. Outre des articles spéciaux sur des sujets militaires, il a publié :
- Manual for Rifle Practice (1872; 7e édition, 1880) ;
- The Great Cholera Riots (1880) ;
- Through the Yellowstone Park on Horseback (1886) ;
- History of the 22d Regiment, N. G. N. Y. (1896).

## Fondation
La Public Schools Athletic League, communément appelée "PSAL", a été créée en 1903 en tant qu'organisation financée par des fonds provenant du secteur privé, sous l'égide d'un groupe de personnes appelé "PSAL Wingate Fund". Le général George W. Wingate en a été le premier président et dirigeant. Il a servi pendant plus de 25 ans. Aujourd'hui, le PSAL est financé par le Conseil de l'éducation de la ville de New York (New York City Board of Education). Cependant, en 2003, le PSAL Wingate Fund a poursuivi ses traditions en honorant les anciens et actuels athlètes du PSAL.

## Hommages
George W. Wingate High School, un lycée public du quartier de Crown Heights à Brooklyn, New York, aujourd'hui fermé, a été nommé en l'honneur de Wingate. Le campus accueille aujourd'hui plusieurs écoles du système scolaire public de la ville de New York. Les équipes sportives du campus sont connues sous le nom de "Generals", en référence au grade de Wingate dans la Garde nationale de New York (New York Army National Guard). Le General GW Wingate Athletic Field, situé dans le quartier de Midwood à Brooklyn, porte son nom. Ce nom est une reconnaissance du rôle de Wingate dans la fondation de la Public Schools Athletic League, dont il a été le premier président pendant de longues années.

## Source
- (en) Cet article est partiellement ou en totalité issu de l’article de Wikipédia en anglais intitulé « George Wood Wingate » (voir la liste des auteurs).